# Ratpenat cuallarg de François Moutou
El ratpenat cuallarg de François Moutou (Mormopterus francoismoutoui) és una espècie de ratpenat de la família dels molòssids. És endèmic de l'illa de Reunió, a l'oceà Índic.

## Descripció

### Dimensions
És un ratpenat de petites dimensions, amb una llargada total de 89–97 mm, els avantbraços de 38-42 mm, la cua de 38-45 mm, els peus de 5–6,5 mm, les orelles de 15–18 mm i un pes de fins a 7,2 g.

### Aspecte
El pelatge és curt i espès. Les parts dorsals són de color marró fosc, mentre que les ventrals són més curtes. Les membranes són negres-marronoses i no mostren cap variació particular de color. Les orelles són triangulars i estan unides a la base per una prima membrana cutània. El nas és prim i lleugerament enfonsat a la part central. Els llavis no estan coberts de plecs cutanis. La cua és llarga i robusta i s'estén més de la meitat més enllà de l'uropatagi. Els mascles tenen un sac glandular gros a la part inferior del coll.

## Biologia

### Comportament
Es refugia a l'interior de coves o en construccions humanes.

### Alimentació
S'alimenta d'insectes.

## Distribució i hàbitat
Aquesta espècie és coneguda només a l'illa de Reunió, a l'oceà Índic. Alguns individus capturats a Etiòpia podrien pertànyer a aquesta espècie, tot i que probablement haurien estat transportats involuntàriament al continent africà.
Viu en cada tipus d'hàbitat de l'illa fins a 2.000 metres d'altitud.

## Estat de conservació
Com que fou descoberta fa poc temps, l'estat de conservació d'aquesta espècie encara no ha estat avaluat formalment.